# Premio Nacional de Novela Corta Juan García Ponce
El Premio Nacional de Novela Corta Juan García Ponce se lleva a cabo en el estado de Yucatán dirigido a todos los residentes del mismo y de todo México. Dicho premio es una de las categorías del mayormente conocido Bienal de Literatura, el Premio Juan García Ponce fue creado en el año 2000, en ese año se había propuesto como Premio Hispanoamericano, pero posteriormente y en honor al escritor, y crítico literario, se ha dado a conocer los últimos años como Premio de novela corta Juan García Ponce, el género que se premia es el de Novela Corta y se otorga cada dos años, ya que forma parte de una Bienal.
El certamen del Bienal de Literatura va dirigido a todos los escritores residentes de México y a los escritores mexicanos, sin importar su lugar de residencia.

## Antecedentes
Este concurso data de 1986, año en el cual, al conjunto de convocatorias se le denominó Premios Literarios de Yucatán, que a partir de 1988 y hasta 1996 se les designó con el nombre de Premios Estatales de Literatura. Desde que se instituyó la Bienal de Literatura, los premios han tenido algunas variaciones en cuanto a los nombres que cada uno lleva. También es importante destacar que estos galardones se establecieron de manera oficial al ser incluidos en la ley que crea el Instituto de Cultura de Yucatán (1987). 

## Ganadores
- 2008-2009 Andrés Acosta de Chilpancingo, Guerrero. Con la novela Cómo me hice poeta
- 2006-2007 Cecilia Eudave de Guadalajara, Jalisco. Con la novela Bestiaria vida

- Datos: Q6084760